# Tribunal des conflits (France)
Pour les autres articles nationaux ou selon les autres juridictions, voir Tribunal des conflits.
En France, le Tribunal des conflits est une juridiction unique chargée de trancher les conflits de compétence entre les deux ordres de juridiction, judiciaire et administratif, et de prévenir les dénis de justice nés de la contrariété dans des décisions rendues par des juridictions de chacun de ces deux ordres.
Il s'agit soit de décider qui doit juger entre le juge administratif (tribunal administratif, Conseil d’État…) et le juge judiciaire (tribunal judiciaire, conseil de prud'hommes, tribunal de commerce…), soit de décider de la solution à appliquer en cas de conflit négatif entre des décisions des deux ordres.
Les décisions du Tribunal des conflits s'imposent à toutes les juridictions de l'ordre judiciaire et de l'ordre administratif.
Cette juridiction est dite paritaire, car elle est composée du même nombre de conseillers d'État et de magistrats du siège de la Cour de cassation.
Le Tribunal des conflits siège au Palais-Royal dans les locaux du Conseil d'État.

## Historique

### Création en 1848
Institué par l'article 89 de la Constitution de 1848 pour régler les conflits d'attribution entre l'autorité administrative et l'autorité judiciaire (l'article 90 lui attribuait également « les recours pour incompétence et excès de pouvoirs contre les arrêts de la Cour des comptes »), il est dans un premier temps organisé par le règlement du 28 octobre 1849 et la loi du 4 février 1850, mais connaît un succès éphémère : supprimé avec l'avènement du Second Empire, il sera recréé par la loi du 24 mai 1872 portant réorganisation du Conseil d’État.
Ses attributions sont renforcées par la loi du 20 avril 1932 ouvrant un recours devant le tribunal des conflits contre les décisions définitives rendues par les tribunaux judiciaires et les tribunaux administratifs lorsqu'elles présentent contrariété aboutissant a un déni de justice et le décret du 25 juillet 1960 portant reforme de la procédure des conflits d'attributions (prévention des conflits et renvoi des difficultés sérieuses).

#### Critique du rôle du garde des Sceaux
Le tribunal était antérieurement présidé non par un juge professionnel, mais par le garde des Sceaux, membre du gouvernement, ce qui (même si, en pratique, le ministre ne siégeait qu'exceptionnellement) prêtait à controverse en raison du manque potentiel de compétence et d'impartialité du ministre, avant tout homme politique. Plusieurs juristes dès le début du XXe siècle dénoncent une anomalie qui remet en cause la séparation des pouvoirs. Cette prérogative fit peu de controverses du fait que le garde des Sceaux ne « vide le partage » que onze fois durant l'existence du tribunal et que l'enjeu des délibérations est limité, ce n'est pas un « tribunal de conflits ». Sa dernière utilisation en 1997 déclencha la polémique,.
Dans Le Monde du 14 mai 1997, un article de Philippe Bernard relatif à l'arrêt rendu le 12 mai 1997 par le Tribunal des conflits, sous la présidence du garde des Sceaux Jacques Toubon, était intitulé « Le Tribunal des conflits arbitre en défaveur des droits des étrangers face à l'administration ». L'article concluait : « Une nouvelle porte se referme au nez des défenseurs des droits des étrangers. Avec la bénédiction du garde des sceaux ». Dans Le Monde du 16 mai, un article du même auteur annonçait la démission du rapporteur du Tribunal dans cette affaire, Pierre Sargos (magistrat à la Cour de cassation), de cette juridiction. Dans son rapport, ce dernier avait exprimé l'avis - non suivi par le tribunal - que la substitution d'un maintien ou consignation à bord à la procédure légale, qui est la mise en zone d'attente, n'entrait pas dans le champ des conditions matérielles d'exécution de la rétention ; il faisait le parallèle avec la décision du Tribunal du 9 juin 1986 qui avait estimé que le retrait du passeport d'un débiteur fiscal était constitutif d'une voie de fait, le Trésor public ayant le droit d'agir pour le recouvrement de ses créances mais ne pouvant user de « voies coercitives qui portent atteinte à la liberté fondamentale d'aller et de venir et ne sont prévues par aucun texte ». D'après ce rapport, la séance du Tribunal du 13 janvier 1997 avait abouti à un partage égal des voix.
Dans une lettre adressée à Pierre Truche, président de la commission de réflexion sur la justice, quelques jours avant le prononcé de cet arrêt, Pierre Sargos émettait l'opinion que la participation du garde des Sceaux au jugement des affaires était une survivance de la justice retenue, peut-être incompatible avec la notion de « tribunal indépendant et impartial » imposée par la Convention européenne des droits de l'homme. Il suggérait que la présidence du Tribunal, en cas de partage des voix, soit confiée au président du Conseil constitutionnel. Pour Gilles Bachelier, commissaire du gouvernement près le Tribunal des conflits, cette proposition était incompatible avec le rôle du Conseil constitutionnel tel qu'il avait été conçu par les auteurs de la Constitution, et la présidence par le garde des Sceaux, sans être parfaite, avait sa logique.
Dans Le Monde du 16 mai 1997, Jacques Toubon, dénonçant « les erreurs et le parti pris qui entachent l'article que Le Monde a consacré à l'arrêt rendu le 12 mai 1997 par le Tribunal des conflits », précise que lorsque le Tribunal est présidé par le garde des Sceaux, ont lieu une nouvelle audience et un nouveau délibéré au cours desquels l'affaire est réexaminée : les membres du Tribunal des conflits ne maintiennent pas forcément leur position et la voix du garde des Sceaux ne joue pas nécessairement un rôle décisif.
Dans Le Monde du 24 mai, un haut fonctionnaire signant du pseudonyme de Solon, a justifié ainsi la procédure et la décision du Tribunal. Il indique que le Tribunal ne désigna que le juge compétent, cette répartition est indépendante du référé et que des recours sont possibles pour le judiciaire et l'administratif. L'auteur rajoute que les délibérations sont secrètes et qu'il est impossible de savoir si la voix du ministre est décisive, qui est dans son droit pour présider le tribunal.
Pour René Chapus, la façon de voir du Garde des Sceaux « ne peut l'emporter que si elle rejoint celle de quatre, au moins, des magistrats composant le Tribunal. On devrait n'être ni offusqué ni effrayé par cette ombre de justice retenue ». Au sujet des articles de presse concernant l'affaire au jugement de laquelle a participé Toubon, il évoque « un certain mélange d'ignorance et de malveillance ».

### Réforme de 2015
La loi du 16 février 2015 relative à la modernisation et à la simplification du droit et des procédures dans les domaines de la justice et des affaires intérieures comporte, dans son titre III, une réforme du Tribunal de conflits mettant fin à sa présidence par le garde des sceaux. La réforme est entrée en vigueur le 1er avril 2015 conformément à son décret d'application du 27 février 2015 relatif au Tribunal des conflits et aux questions préjudicielles qui complète cette réforme. Les dispositions sur le Tribunal des conflits étant les seules restant de la loi de 1872, la loi de 2015 la renomme en loi du 24 mai 1872 relative au Tribunal des conflits. Elle abroge les dispositions alors en vigueur et les remplace par 16 articles.
La réforme de 2015 a été adoptée dans un large consensus politique. Elle avait été préparée par un groupe de travail ad hoc présidé par Jean-Louis Gallet.

## Composition
Le Tribunal des conflits comprend :
- quatre conseillers d'État en service ordinaire élus par l'assemblée générale du Conseil d'État ;
- quatre magistrats du siège hors hiérarchie de la Cour de cassation élus par les magistrats du siège hors hiérarchie de la Cour de cassation.

À ces membres s’ajoutent deux suppléants, et quatre membres de la formation élargie de départition, dans la même composition paritaire.
Les membres choisissent parmi eux, pour trois ans, un président issu alternativement du Conseil d’État et de la Cour de cassation, au scrutin secret à la majorité des voix. En cas d’empêchement provisoire du président, le tribunal est présidé par le membre le plus ancien appartenant au même ordre de juridiction. Le Tribunal des conflits ne peut délibérer que si cinq membres au moins sont présents.
En cas d’égalité des voix, après une seconde délibération, l'affaire est réglée par la formation élargie.
Deux membres du Conseil d'État, élus par l’assemblée générale parmi les rapporteurs publics, et deux membres du parquet général de la Cour de cassation, élus par l’assemblée générale des magistrats hors hiérarchie du parquet général parmi eux, sont chargés des fonctions de rapporteur public. Ils sont élus pour trois ans et rééligibles deux fois.
Le secrétariat du Tribunal des conflits est assuré par le secrétaire du contentieux du Conseil d’État.

## Compétences
Le Tribunal des conflits règle le conflit d’attribution entre les deux ordres de juridiction :
- lorsque le représentant de l’État dans le département ou la collectivité estime que la connaissance d’un litige ou d’une question préjudicielle portée devant une juridiction de l’ordre judiciaire relève de la compétence de la juridiction administrative (« conflit positif ») ;
- lorsque les juridictions de l’un et l’autre ordre se sont déclarées respectivement incompétentes pour connaître d’un litige ayant le même objet (« conflit négatif ») ;
- lorsqu’une juridiction de l’un ou l’autre ordre lui a renvoyé la question préjudicielle en cas de difficulté sérieuse quant à la détermination de la compétence.

Le conflit d’attribution entre les juridictions judiciaires et administratives ne peut être élevé en matière pénale ni sur l'action civile en cas d'atteinte à la liberté individuelle ou à l'inviolabilité du domicile.
Le Tribunal des conflits peut être saisi des décisions définitives rendues par les juridictions administratives et judiciaires dans les instances introduites devant les deux ordres de juridiction, pour des litiges portant sur le même objet, lorsqu’elles présentent une contrariété conduisant à un déni de justice. Sur les litiges qui lui sont ainsi déférés, le Tribunal des conflits juge au fond, à l’égard de toutes les parties en cause. Ses décisions ne sont susceptibles d’aucun recours.
Depuis 2015, le Tribunal des conflits est seul compétent pour régler les litiges portant sur la violation du délai raisonnable de jugement. Il connaît les actions en indemnisation du préjudice découlant d’une durée totale excessive des procédures devant les deux ordres en raison des règles de compétence applicables et, le cas échéant, devant lui-même à condition que les procédures aient été relatives à un même litige et conduites entre les mêmes parties. La saisine préalable du garde des sceaux est obligatoire. Le tribunal peut ordonner des mesures d'instruction.

## Procédure

### Les cas de saisine

#### Le conflit positif
La saisine dans le cadre d'un conflit positif est asymétrique et unilatérale. Le conflit peut être élevé devant une juridiction de l'ordre judiciaire tant qu'il n'a pas été statué sur la compétence par une décision passée en force de chose jugée. Il appartient exclusivement à l'autorité administrative, en l'espèce au préfet, qui peut contester la compétence du juge judiciaire. La procédure se déroule en deux étapes.
Le préfet demande à la juridiction de se déclarer incompétente. Un déclinatoire de compétence motivé est envoyé par le préfet à la juridiction qui statue sans délai.
Si la juridiction rejette le déclinatoire et se déclare donc compétente ou passe outre et juge au fond, le préfet peut élever le conflit dans les quinze jours. Si la juridiction admet le déclinatoire de compétence et si une partie fait appel de cette décision, le préfet peut adresser à la juridiction d'appel un nouveau déclinatoire de compétence. La procédure est la même que celle décrite pour la première instance.
L'arrêté de conflit du préfet doit être motivé. Dès sa réception, la juridiction doit surseoir à statuer. Il interrompt donc l'instance en cours jusqu'à la décision du Tribunal des conflits. Celui-ci a trois mois pour statuer dès réception du dossier envoyé par le greffe. Ce délai peut être prorogé par le président du tribunal dans la limite de deux mois. Un mois après expiration de ce délai sans avoir reçu la décision du Tribunal des conflits, la juridiction devant laquelle le conflit a été élevé peut juger l'affaire.

#### Le conflit sur renvoi (prévention des conflits)
Lorsqu'une juridiction de l'un ou l'autre ordre a décliné la compétence de son ordre, toute juridiction de l'autre ordre saisie du même litige doit saisir le Tribunal des conflits si elle estime l'ordre primitivement saisi compétent. La décision de renvoi est motivée et n'est susceptible d'aucun recours, même en cassation. La juridiction sursoit à toute procédure jusqu'à la décision du Tribunal des conflits.
S'il estime que la juridiction ayant prononcé le renvoi est incompétente, il déclare nuls et non avenus, sauf la décision de renvoi elle-même, tous les jugements et actes de procédure devant cette juridiction, ainsi que devant toutes autres juridictions du même ordre. S'il estime que l'ordre de la première juridiction est compétent, le tribunal déclare nuls et non avenus le jugement d'incompétence de cette juridiction.
Une seconde procédure de prévention des conflits permet à toute juridiction rencontrant une question de compétence soulevant une difficulté sérieuse et mettant en jeu la séparation des ordres de juridiction a la faculté, par une décision motivée qui n'est susceptible d'aucun recours, renvoyer au Tribunal des conflits le soin de trancher sur cette question. L'instance est suspendue jusqu'à la décision du Tribunal des conflits.
Dans ces deux procédures, le Tribunal des conflits a trois mois pour se prononcer. Son président peut proroger ce délai jusqu'à deux mois.

#### Le conflit négatif
La saisine dans le cadre d'un conflit négatif appartient aux parties et est formée par requête signée d'un avocat aux Conseils dans les deux mois de la dernière décision d'incompétence.
Les conflits sur saisine des parties pour conflit négatif tendent à disparaître depuis la réforme de 1960 ayant introduit la prévention des conflits. La saisine en prévention des conflits négatifs impose en effet à la juridiction du second ordre qui s'apprête à prononcer son ordre également incompétent de saisir elle-même le Tribunal des conflits.

#### Recours en cas de contrariété de décisions au fond
La saisine dans le cadre d'un conflit de décisions (introduite par la loi de 1932) à l'initiative des parties y ayant intérêt par requête signée d'un avocat aux Conseils est soumise à certaines conditions. Les décisions des deux ordres présentant une contrariété doivent être définitives et concerner des litiges portant sur le même objet. La contrariété doit conduire à un déni de justice. Le recours doit être introduit dans les deux mois de la dernière décision statuant au fond.
Le Tribunal des conflits peut ordonner des mesures d'instruction.
Cette procédure sur recours reste rare.

### La procédure devant le Tribunal des conflits
La procédure devant le Tribunal des conflits est écrite.
Les parties sont représentées par un avocat au Conseil d’État et à la Cour de cassation.
Toute personne y ayant intérêt peut intervenir, à titre accessoire, devant le Tribunal des conflits.
La procédure devant le tribunal des conflits correspond à celle suivie devant le Conseil d'État statuant au contentieux.
Comme son homologue du Conseil d'État, le rapporteur public du Tribunal des conflits expose publiquement et en toute indépendance son opinion sur les questions que présentent à juger les affaires dont le tribunal est saisi. Le rapporteur public pour chaque affaire appartient à la juridiction suprême autre que celle du juge-rapporteur.
Les décisions du Tribunal des conflits ne sont pas susceptibles de recours. Elles peuvent faire l'objet d'un recours en interprétation et en rectification. Elles ne sont pas susceptibles d'opposition. Elles ne peuvent pas faire l'objet d'une tierce opposition, sauf lorsque le tribunal statue au fond.

#### Règlement des questions de compétence évidentes par ordonnances du président
Pour prévenir les risques d'encombrement, depuis 2015, le président du Tribunal des conflits, conjointement avec le membre le plus ancien appartenant à l’autre ordre de juridiction, peut statuer par voie d’ordonnance si la réponse apparaît évidente. La formation ordinaire n'a ainsi pas à se réunir pour appliquer une jurisprudence bien établie.

#### Procédure de départition
La réforme de 2015 a supprimé les dernières traces de justice retenue pour conférer au Tribunal des conflits l'indépendance nécessaire à son statut de juridiction, notamment au regard du droit européen. Le garde des sceaux, ministre de la Justice, ne présidant plus le Tribunal des conflits, sa voix ne peut plus départager un tribunal en situation de blocage. Le système parfaitement paritaire mis en place en 2015 risque de déboucher sur une paralysie de l’institution que ne vient pas résoudre la procédure en deux étapes instituée.
Si les membres du tribunal n'arrivent pas à se départager, il est procédé à une seconde délibération. Si le blocage persiste, la réforme de 2015 a institué une formation élargie composée des membres du tribunal éventuellement suppléés, et des deux conseillers d'État et de deux magistrats du siège de la Cour de cassation élus comme les membres de la formation ordinaire. Le tribunal ne peut alors siéger que si tous les membres sont présents ou suppléés.

## Activités du Tribunal

### Activités en 2013
Sur les 47 décisions rendues en 2013, le Tribunal des conflits s’est prononcé sur :
- 5 conflits positifs ;
- 2 conflits négatifs ;
- 4 conflits sur renvoi du Conseil d’État ;
- 8 conflits sur renvoi de la Cour de cassation ;
- 26 conflits sur renvoi des juridictions subordonnées.
  - 25 sur renvoi des juridictions de l’ordre administratif ;
  - 1 affaire sur renvoi de juridictions de l’ordre judiciaire.
- un conflit sur des décisions présentant une contrariété.
- une requête en interprétation.

### Jurisprudence
Le 8 février 1873, l'arrêt Blanco pose les fondements de la responsabilité de la puissance publique, qui est régie par des règles spéciales et n'est « ni générale ni absolue », et en attribue la compétence contentieuse à la juridiction administrative. De plus le droit civil, selon cet arrêt, ne peut s'appliquer aux relations entre les personnes publiques et privées, sauf exceptions. En effet l'action administrative est caractérisée par des rapports de droit inégalitaires contrairement aux dispositions du droit civil qui s'appuient sur l'égalité entre les citoyens.
Voir les conclusions du commissaire du gouvernement David à l'audience. Cf. aussi l’analyse sur le site du Conseil d’État.
Le 30 juillet 1873, l'arrêt Pelletier fait la distinction entre la faute de service (compétence administrative) et la faute personnelle (compétence judiciaire).
Le 9 décembre 1899, l'arrêt association syndicale du canal de Gignac caractérise un établissement public par les prérogatives de puissance publique dont il bénéficie.
Le 2 décembre 1902, l'Arrêt société immobilière de Saint-Just admet que l'administration peut recourir à des mesures d’exécution forcée de ses décisions et en précise les conditions. Voir les conclusions du commissaire du gouvernement Romieu à l'audience. Cf. aussi l’analyse sur le site du Conseil d’État.
Le 29 février 1908, l'arrêt Feutry étend la jurisprudence Blanco et indique que la juridiction administrative devient compétente pour les litiges portant sur la responsabilité quasi-délictuelle des départements.
Le 22 janvier 1921, l'arrêt Société commerciale de l'Ouest africain (affaire dite du bac d'Éloka) distingue les services publics industriels et commerciaux des services publics administratifs et attribue à la juridiction judiciaire la compétence sur les litiges mettant en cause la responsabilité des premiers. Cf. l’analyse sur le site du Conseil d’État.
Le 16 juin 1923, l'arrêt Septfonds définit les conditions dans lesquelles le juge judiciaire peut interpréter ou apprécier la légalité des actes de l'administration, ou bien doit poser une question préjudicielle au juge administratif.
Le 8 mai 1933, l'arrêt Rosay fait suite à la loi du 20 avril 1932.
Le 14 janvier 1935, l’arrêt Thépaz indique qu’une faute constituant une infraction pénale n’est pas pour autant une faute détachable du service.
Le 8 avril 1935, l'arrêt Action Française définit comme une voie de fait (compétence judiciaire) une mesure de police disproportionnée. Cf. l’analyse sur le site du Conseil d’État.
Le 4 juin 1940, l'arrêt Schneider définit la voie de fait comme une mesure manifestement insusceptible de se rattacher à l'exercice d'un pouvoir appartenant à l'administration.
Le 17 mars 1949, l'arrêt Société « Hôtel du Vieux-Beffroi » et l'arrêt Société « Rivoli-Sébastopol » indiquent que les juridictions administratives sont compétentes pour se prononcer sur la régularité d'une emprise, mais que les juridictions judiciaires le sont pour réparer l'ensemble des préjudices résultant d'une emprise irrégulière.
Le 5 juillet 1951, l'arrêt Avranches et Desmarets affirme la compétence du juge pénal pour l’interprétation et l’appréciation de la légalité des actes administratifs.
Le 27 mars 1952, l'arrêt Dame de La Murette considère qu'en matière de liberté individuelle et d'internement administratif, et en dehors d'un cas de voie de fait, la juridiction administrative est compétente pour connaître d'une action en responsabilité dirigée contre l'État à la suite d'un internement administratif.
Le 27 novembre 1952, l'arrêt Préfet de la Guyane pose les principes de compétence de la juridiction administrative à l'égard du service public de la justice, en cherchant à respecter le principe de séparation des pouvoirs.
Le 28 mars 1955, l'arrêt Effimieff définit les travaux publics (compétence administrative) par la mission de service public.
Le 8 juillet 1963, l’arrêt société « Entreprise Peyrot » indique que les marchés de travaux publics (construction d’autoroutes) passés par une société d'économie mixte, la société de l'autoroute Estérel Côte d'azur, personne morale de droit privé, sont soumis au droit public. Compétence du juge administratif.
Le 15 janvier 1968, l'arrêt Compagnie Air France c/ Époux Barbier relève le caractère réglementaire de certaines dispositions prises par des services publics industriels et commerciaux. Cet arrêt est la « quintessence » de la jurisprudence administrative ! (Delvolvé)
Le 12 juin 1978, l'arrêt Société « Le Profil » c/ Ministre de l'Intérieur indique qu'une mission de protection des personnes et des biens relève de la police administrative et que les litiges correspondant sont de la compétence de la juridiction administrative.
Le 4 juillet 1983, l'arrêt Gambini c/ Ville de Puteaux (RDP, 1983, p. 1481) abandonne, pour des colonies de vacances, la notion de service public social relevant de la compétence judiciaire. Ab. jur. Tribunal des conflits, Naliato, 22 janvier 1955 (Lebon, p. 614).
Le 25 mars 1996, l'arrêt Berkani simplifie l'état du droit : le personnel d'une personne morale de droit public gérant un service public administratif sont des agents de droit public quel que soit leur emploi, sauf dispositions législatives contraires. Voir les conclusions du commissaire du gouvernement Philippe Martin à l'audience.
Le 12 mai 1997, l'arrêt Société Baum et Co c/ Ministre de l'intérieur (Préfet de police de Paris c/ TGI de Paris) rappelle que les tribunaux judiciaires ne sauraient faire obstacle à l'exécution des décisions prises par l'administration, en dehors des cas de voie de fait,
Le 14 février 2000, l'arrêt GIP « Habitat et interventions sociales » c/ Mme Verdier indique que les groupements d'intérêt public (GIP) sont des personnes publiques soumises à un régime spécifique.
Le 23 octobre 2000, l'arrêt  « Boussadar définit les cas possibles de voie de fait, détermine les termes du déclinatoire de compétence, et affirme la compétence exclusive du juge administratif en matière de contrôle de légalité des actes administratifs
Le 17 octobre 2011, dans l'arrêt Préfet de la Région Bretagne contre INAPORC, le Tribunal des conflits considère que, lorsqu'est posé devant une juridiction de l'ordre judiciaire l'interprétation de la conventionnalité d'un acte administratif, il n'est plus obligé de recourir à une question préjudicielle posée à la juridiction administrative et peut, en cas de difficulté d'interprétation du droit communautaire, recourir à une question de ce type à la Cour de justice de l'Union européenne. Lorsqu'il ne rencontre pas de difficulté, il peut tout à fait écarter l'acte en cause, pour satisfaire au principe d'effectivité du droit de l'Union et l'obligation constitutionnelle de l'article 88-1 de la Constitution. Rompant également avec la jurisprudence Septfonds, il estime par ailleurs que l'interprétation de la légalité d'un acte est ouverte au juge judiciaire s'il apparaît que la question de légalité n'est pas de nature à soulever une difficulté particulière et que cette question fait l'objet d'une jurisprudence stable et affirmée.
Le 17 novembre 2014, N°C3965, le Tribunal des conflits précise que les litiges entre le gestionnaire d'un service public industriel et commercial (SPIC), et ses usagers, quand bien même l'activité de ce service a lieu sur le domaine public, relèvent de la compétence des juridictions judiciaires, ces litiges étant par nature détachables de l'occupation domaniale ; La relation entre la Régie en régime SPIC et l’usager de droit civil est de droit privé rappelé à plusieurs reprises,,,.
Par sa décision Bergoend, en date du 17 juin 2013, le juge des conflits opère un revirement de jurisprudence majeur par rapport à sa décision Action Française, en redéfinissant la notion de voie de fait. Saisi sur renvoi de la Cour de cassation, le Tribunal des conflits a statué dans une affaire opposant un particulier à la société ERDF, au sujet de l'installation d’un poteau électrique sans respect de la procédure réglementaire ni convention avec le propriétaire de la parcelle concernée. Dans cette décision, le Tribunal juge que le litige relève de la compétence de la juridiction administrative et a restreint le champ d'application de la voie de fait à deux hypothèses : une atteinte grave à une liberté individuelle ou l'extinction du droit de propriété. Selon l'ouvrage Les Grands Arrêts de la Jurisprudence Administrative (GAJA), cette décision marque "une réduction sensible du domaine d'intervention de la voie de fait".

### Loi du 24 mai 1872
La loi du 24 mai 1872 relative au Tribunal des conflits, entièrement réécrite en février 2015, est le texte légal de référence sur le Tribunal des conflits.
1. ↑  Article 11.
2. 1 2  Article 2
3. 1 2 3  Article 6
4. ↑  Article 3
5. ↑  Article 5
6. ↑  Articles 12 et 13.
7. ↑  Article 14.
8. ↑  Article 15.
9. ↑  Article 16
10. ↑  Article 13
11. 1 2  Article 15
12. ↑  Article 4

### Décret du 27 mars 2015
Le décret no 2015-233 du 27 février 2015 relatif au Tribunal des conflits et aux questions préjudicielles est le texte réglementaire de référence sur le Tribunal des conflits.
1. ↑  Article 50
2. 1 2  Article 2
3. ↑  Article 43
4. ↑  Article 44
5. ↑  Article 18
6. ↑  Article 19
7. ↑  Article 20
8. ↑  Article 22
9. ↑  Article 23
10. ↑  Article 26
11. ↑  Article 29
12. ↑  Article 32
13. ↑  Article 34
14. ↑  Article 35
15. ↑  Article 36
16. ↑  Article 39
17. ↑  Article 40
18. ↑  Article 41
19. ↑  Article 5
20. ↑  Article 6
21. ↑  Article 9
22. ↑  Article 14
23. ↑  Article 17

### Autres références
1. ↑   Loi du 24 mai 1872 portant réorganisation du Conseil d'État dans sa version initiale, sur Wikisource
2. ↑  Loi du 20 avril 1932 ouvrant un recours devant le tribunal des conflits contre les décisions définitives rendues par les tribunaux judiciaires et les tribunaux administratifs lorsqu'elles présentent contrariété aboutissant à un déni de justice.
3. ↑  Décret no 60-728 du 25 juillet 1960 portant réforme de la procédure des conflits d'attributions
4. ↑  En faveur de la solution actuelle: Gilles Bachelier, « Le Tribunal des Conflits, juge administratif ou juge judiciaire ? », colloque « Le dualisme juridictionnel en 2005 : Limites et Mérites », La Rochelle, 29 septembre 2005, dans le rapport 2005 du Tribunal, pp. 36-52 (pp. 42-46).
5. ↑  François Terré et Nicolas Molfessis, Introduction générale au droit, Dalloz, coll. « Précis », 12e éd., p. 328
6. ↑  TC 12 mai 1997, Affaire Ben Salem et Taznaret, N° 03056; voir par exemple Albert Viala, « La voie de fait, voie d'eau dans le dualisme juridictionnel », LPA, 21 janvier 1998 n° 9, P. 9 et Aurore Diaz, La clandestinité maritime, mémoire pour le DESS de droit des transports, Université de droit, d'économie et des sciences d'Aix-Marseille, 1997/1998
7. ↑  Publié dans La Semaine Juridique édition générale, n° 24, 11 juin 1997, II 22861
8. ↑  TC 9 juin 1986 Commissaire de la République de la région Alsace (affaire Eucat), N° 02434, Rec. CE, p. 301
9. ↑  Le Monde du 16 mai 1997
10. ↑  « Le Tribunal des conflits, juge administratif ou juge judiciaire ? », Colloque « dualisme juridictionnel en 2005 : Limites et Mérites », La Rochelle, 9 septembre 2005, publié dans le rapport 2005 du Tribunal, pp. 36-52
11. ↑  Droit administratif général, 15e édition, p. 990
12. ↑  Loi no 2015-177 du 16 février 2015 relative à la modernisation et à la simplification du droit et des procédures dans les domaines de la justice et des affaires intérieures, sur Légifrance
13. ↑  « La paisible réforme du Tribunal des conflits », sur lepetitjuriste.fr (consulté le 3 août 2018)
14. ↑  Code de procédure pénale - Article 136
15. ↑  « Point sur la réforme du Tribunal des conflits », sur actu.dalloz-etudiant.fr (consulté le 3 août 2018)
16. ↑  Tribunal des conflits : rapport 2013
17. ↑  Cf. le texte de l'arrêt Blanco.
18. ↑  Lire l'analyse sur le site du Conseil d’État
19. ↑  arrêt Société immobilière de Saint-Just
20. ↑  concl. Jacques Arrighi de Casanova, « Les limites de la voie de fait (police des étrangers et liberté individuelle) », RFDA 1997, p. 514
21. ↑  André Legrand, « Cendres ou phénix: l'article 136 du code de procédure pénale et la voie de fait », Recueil Dalloz 1997, p. 567
22. ↑  Tribunal des conflits, du 16 juin 1923, 00732, publié au recueil Lebon (lire en ligne)
23. ↑  Tribunal des conflits, du 17 octobre 1966, 01892, publié au recueil Lebon (lire en ligne)
24. ↑  T. confl., 17 décembre 1962, Dame Bertrand c. Cne de Miquelon, Lebon 831.
25. ↑  CE, Sect., 13 octobre 1961, n°44689, Etablissements Campanon-Rey ; Lebon 567.
26. ↑  Tribunal des Conflits, 17/11/2014, C3965, 17 novembre 2014 (lire en ligne)
27. ↑  T. confl., 17 juin 2013, n° C3911, Bergoend c. ERDF Annecy Léman, publié au Recueil Lebon : https://www.conseil-etat.fr/fr/arianeweb/TC/decision/2013-06-17/C3911
28. ↑  BRAIBANT Guy, DELVOLVE Pierre, GENEVOIS Bruno, LONG Marceau, WEIL Prosper., Les grands arrêts de la jurisprudence administrative. 24e éd., Dalloz, 2023, Grands arrêts, p. 878, § 2.

### Textes juridiques
Textes législatifs :
- Ordonnance du 1er juin 1828 relative aux conflits d'attribution entre les tribunaux et l'autorité administrative (procédure relative aux conflits positifs) (abrogée au 1er avril 2015)
- Ordonnance du 12 mars 1831 (procédure relative aux conflits positifs) (abrogée au 1er avril 2015)
- Loi du 4 février 1850 portant sur l'organisation du Tribunal des conflits (abrogée au 1er avril 2015)
- Loi du 20 avril 1932 ouvrant un recours devant le Tribunal des conflits contre les décisions définitives rendues par les tribunaux judiciaires et les tribunaux administratifs lorsqu'elles présentent contrariété aboutissant à un déni de justice (abrogée au 1er avril 2015)

Textes réglementaires :
- Décret du 26 octobre 1849 (formes de procédure du Tribunal des conflits) (abrogé au 1er avril 2015)
- Article R771-2 et suivants du Code de justice administrative
- Décret no 2015-233 du 27 février 2015 relatif au Tribunal des conflits et aux questions préjudicielles